# Niels Ryberg Finsen

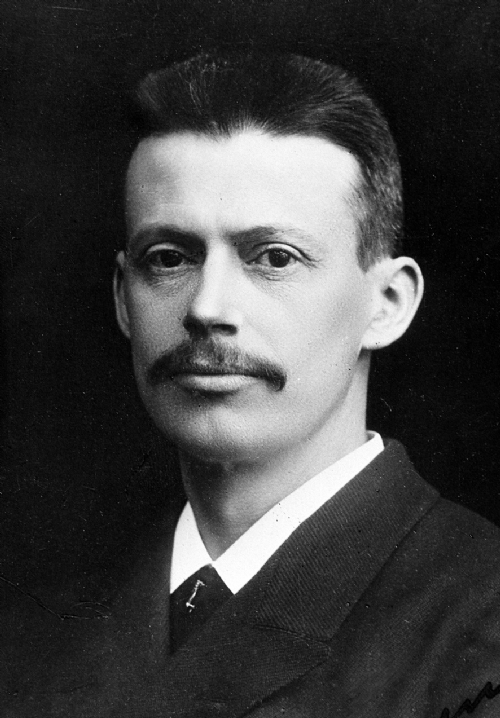
Niels Ryberg Finsen

Niels Ryberg Finsen (* 15. Dezember 1860 in Tórshavn/Färöer; † 24. September 1904 in Kopenhagen) war ein färöisch-dänischer Arzt und Dermatologe, der 1903 für seine Arbeit über Phototherapie von Hautkrankheiten den Nobelpreis für Physiologie oder Medizin erhielt. Er war damit nach Emil von Behring und Ronald Ross der dritte Nobelpreisträger dieser Sektion und zugleich der erste, der im Bereich der Dermatologie aktiv war.
Mit seiner Lichtbehandlung der Hauttuberkulose Lupus vulgaris auf der Basis der bakterienabtötenden Lichtbestrahlung revolutionierte er die Behandlung dieser zu seiner Zeit weit verbreiteten Krankheit und gilt damit als Begründer der modernen Lichttherapie bei Hauterkrankungen. Die von ihm entwickelte „Finsen-Lampe“ wurde erfolgreich an Hunderten von Patienten eingesetzt und die Behandlung etablierte sich als Standardbehandlung.

## Leben

### Familie und Ausbildung

Hannes Finsen, Vater von Niels Ryberg Finsen

Niels Ryberg Finsen wurde 1860 als Sohn der Dänin Johanne Sofie Caroline Christine Formann und des Isländers Hannes Kristján Steingrímur Finsen in der färöischen Hauptstadt Tórshavn geboren. Sein Vater war Polizeichef und wurde später Amtmann der Färöer und war Teil des färöischen Parlaments. Finsens Mutter starb, als er vier Jahre alt war, und sein Vater heiratete deren Cousine Brigitte Kristine Formann. Niels hatte vier echte und durch die zweite Heirat sechs Halbgeschwister, sein älterer Bruder Olaf Finsen wurde der erste Apotheker der Färöer.
Finsen begann seine Schulausbildung in der Volksschule in Tórshavn, 1874 schickte ihn sein Vater auf das Internat Herlufsholm in Dänemark. 1876 ging er an das Gymnasium von Reykjavík geschickt, wo er 1882 sein Abitur machte. Im selben Sommer kehrte Finsen auf die Färöer zurück und begann danach sein Medizinstudium an der Universität Kopenhagen. Er lebte zeitweise bei seinen Eltern in Ribe, wo sein Vater ab 1884 Amtmann war. In Kopenhagen pflegte er intensiven Kontakt zu seinen Landsleuten von den Färöern und war im färöischen Rudersport auf dem Öresund unter den Studenten aktiv.

### Krankheit und akademische Karriere
Niels Ryberg Finsen litt an der Niemann-Pick-Krankheit, einer schweren Stoffwechselstörung mit einem gestörten Fettstoffwechsel, bei dem es zu einer fortschreitenden Verdickung verschiedener Membranen in der Leber, der Milz und dem Herzen kommt. Es bilden sich Symptomen eines Herzleidens mit starker Aszites und allgemeiner Schwäche, die sich als schleichende Erkrankung bereits während seines Studiums zeigte. Weitere Symptome wie eine allgemeine Abgeschlagenheit, Vorhofflimmern, Dyspnoe und Hepatomegalie reduzierten seine Belastbarkeit und führten zu dem vergleichsweise lang dauernden Studium. Zu den ersten Symptomen seiner Erkrankung gehörten Magenbeschwerden, die zunächst auf eine in Island zugezogene Infektion zurückgeführt wurden, später wurde eine Herzinsuffizienz vermutet; der eigentlich Grund seiner Erkrankung wurde erst durch den Obduktionsbefund nach seinem Tod erkannt.
Sein Zustand verschlechterte sich zunehmend und er unterzog sich einer Vielzahl von Parazentesen wegen der Aszites sowie zahlreichen Punktionen zur Suche nach Leberzysten. Er dokumentierte seine Krankheit und analysierte den Natriumgehalt seines Urins, um einen Zusammenhang zwischen der Natriummenge und dem Grad des Aszites herzustellen. Zudem ernährte er sich salzarm und notierte die Wassermenge, die er trank. Zudem erhielt er eine Therapie mit verschiedenen Diuretika. Eine Begleiterscheinung der Krankheit waren auch verschiedene Hauterscheinungen, darunter fettige Wucherungen in der Haut und dunkle Pigmentflecken, die sein Interesse an der Lichttherapie bei Hautkrankheiten weckte. Er experimentierte im Selbstversuch, indem er seine eigenen Unterarme regelmäßig der direkten Sonne aussetzte, bis sie die ungebräunte Haut reizte.

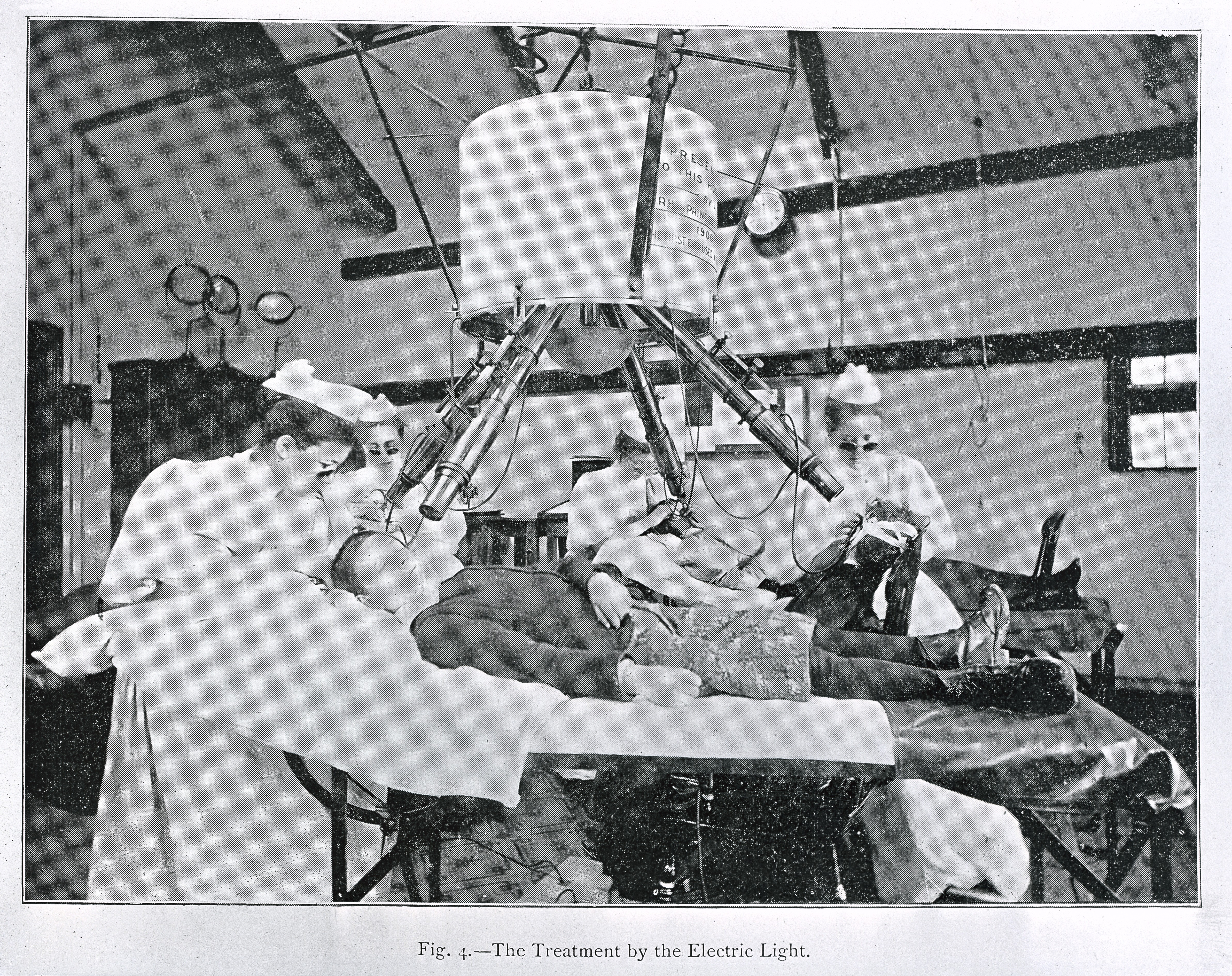
Einsatz einer Finsenlampe zur Behandlung von Lupus vulgaris

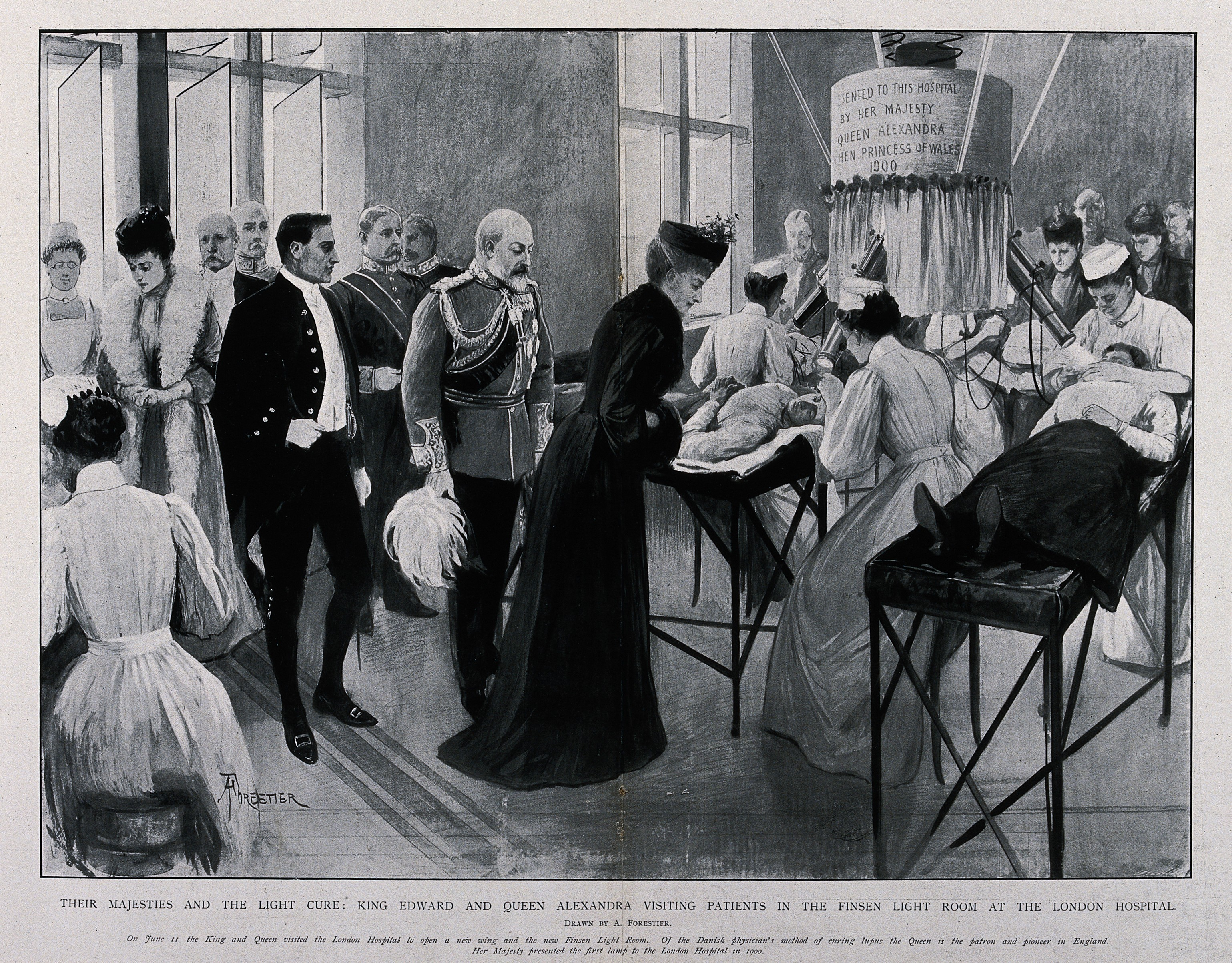
König Eduard VII. und seine Frau Alexandra von Dänemark im Finsen-Raum im The London Hospital in Whitechapel, um 1903

Im Jahr 1890 wurde Finsen in Kopenhagen promoviert und danach aufgrund seiner sehr sorgfältigen Präparationen Prosektor am Anatomischen Institut der Universität Kopenhagen unter Johan Hendrik Chievitz. 1891 legte er das medizinische Staatsexamen ab. Bereits zu dieser Zeit machte er In dieser Zeit machte er Beobachtungen über die Wirkung des Sonnenlichtes auf verschiedene Tiere sowie die besonders ausgeprägten Pockennarben an besonders lichtexponierten Stellen der Haut im Gesicht und am Handrücken. Er entwickelte Filter, mit denen er die von ihm für diesen Effekt verantwortlich gemachten kurzwelligen Lichtstrahlen, die damals als „chemische Strahlen“ bezeichnet wurden, eliminierte und so eine Pflege mit gefiltertem Rotlicht ermöglichte. Seine Erkenntnisse veröffentlichte er 1893.
Er gab seine Anstellung 1893 auf, um sich mehr seiner wissenschaftlichen Arbeit auf dem Gebiet der physiologischen Wirkung des Lichts zu widmen. 1895 lernte Finsen einen Ingenieur kennen, der an einer ausgedehnten Hauttuberkulose des Gesichtes litt. Dessen Erkrankung heilte innerhalb einiger Monate durch die Bestrahlung mit einer 20-Ampere-Kohlen-Bogenlichtlampe vollständig ab. Finsen nutzte dabei die Entdeckung der bakteriellen Ursache der Tuberkulose durch Robert Koch, die er auf Lupus vulgaris übertrug, sowie die Kenntnis der bakteriziden Wirkung des Lichtes, die durch Arthur Henry Downes und Thomas Porter Plunt nachgewiesen wurde. Nachdem der Erfolg veröffentlicht und bekannt geworden war, kamen zahlreiche weitere Tuberkulose-Patienten zu ihm und wollten behandelt werden. Ab 1896 war er Leiter eines die biologischen und therapeutischen Lichtwirkungen untersuchenden Instituts für Lichttherapie am Hospital in Kopenhagen, das mit Hilfe der finanziellen Unterstützung dänischer Wissenschaftsmäzene wie Gustav Adolph Hagemann und Vilhelm Jorgensen aufgebaut wurde. 1896 behandelte Finsen 15 Patienten mit Lupus vulgaris, 1897 stieg die Zahl auf 97 und 1898 waren es bereits 221 Patienten, vor allem aus den nordeuropäischen Ländern, Deutschland, der Schweiz und Russland. Dabei bedurfte es für eine einzelne Behandlung häufig 50 und mehr Bestrahlungen.

### Akademische Würdigung und Nobelpreis
1898 wurde Finsen die Professorenwürde in Kopenhagen verliehen, im gleichen Jahr veröffentlichte er sein Werk „Über die Anwendung von concentrierten chemischen Lichtstrahlen in der Medicin“ im Verlag F.C.W. Vogel in Leipzig. 1899 wurde er als Ritter des Dannebrogordens geadelt, wenige Jahre später bekam er das Silberne Kreuz verliehen. Am 10. Dezember 1903 bekam Finsen den Nobelpreis für Physiologie oder Medizin „in Anerkennung seines Beitrags an der Behandlung von Krankheiten, insbesondere Lupus vulgaris, mit konzentrierter Lichtstrahlung, durch die er der medizinischen Forschung einen neuen Weg eröffnete“. Er war damit nach Emil von Behring und Ronald Ross der dritte Nobelpreisträger dieser Sektion und zugleich der erste Mediziner, der für eine Therapieform im Bereich der Dermatologie mit diesem Preis geehrt wurde. Nominiert wurde er dabei von mehreren angesehenen Medizinern und Naturwissenschaftlern wie unter anderem von dem österreichisch-ungarischen Dermatologen Eduard Lang, dem dänischen Chirurgen Oscar Wanscher, dem ebenfalls in Dänemark tätigen Bakteriologen Carl Julius Salomonsen, dem schwedischen Chemiker Severin Jolin, dem schwedischen Augenarzt Johan Widmark und dem dänischen Ophthalmologen Jannik Petersen Bjerrum. Aufgrund seiner Krankheit war es Finsen nicht möglich, an der Nobelpreisverleihung teilzunehmen, sein Dankesgruß wurde entsprechend von dem Chemiker Karl Axel Henrik Mörner, Professor und Rektor des Karolinska-Instituts in Stockholm, verlesen, der seine Leistungen und seine Ausdauer trotz Krankheit zudem in einer kurzen Rede und einem Trinkspruch würdigte.

### Privatleben und Tod
1892 heiratete Finsen Ingeborg Balslev, die Tochter des Bischofs von Ribe. Das Paar hatte vier Kinder, wobei der erste Sohn ein Jahr nach der Geburt starb. Der zweite Sohn Haldor wurde Arzt. Seine Tochter Gudrun heiratete den Professor Svend Lomholt, der lange Jahre mit Finsen arbeitete und später Direktor der Fakultät für Hauterkrankungen des Finsen-Institutes war. Deren Sohn Gunnar Lomholt wurde ebenfalls Dermatologe.

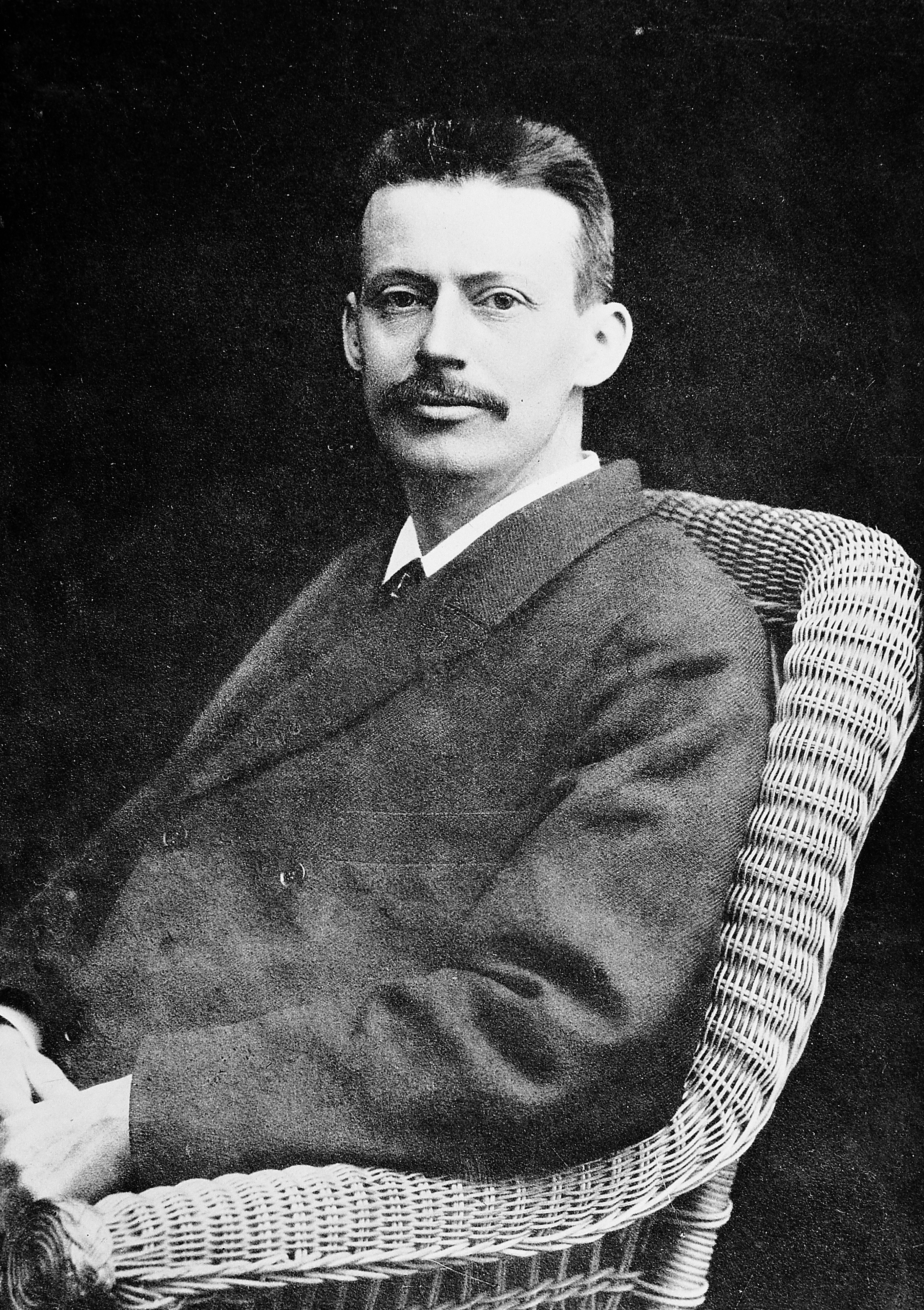
Niels Ryberg Finsen, um 1900
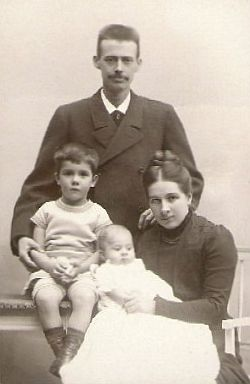
Finsen mit seiner Familie, um 1900
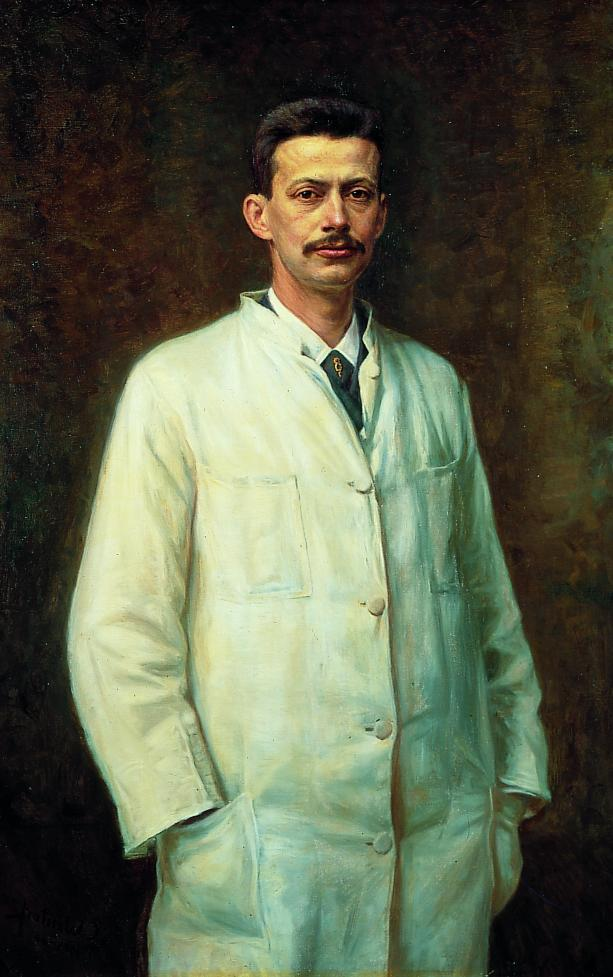
C. Wentoft: Niels Ryberg Finsen, nach 1904 gemalt

Mit fortschreitender Krankheit trat Finsen in späteren Jahren nur noch selten in der Öffentlichkeit auf. Auf Kongressen und Konferenzen wurden seine Ergebnisse von seinen Mitarbeitern des Instituts präsentiert. Seine letzten Lebensjahre verbrachte er im Rollstuhl, setzte seine Arbeit jedoch bis an sein Lebensende fort. Er starb am 24. September 1904 in Kopenhagen und wurde dort auf dem Vestre Kirkegård mit einem öffentlichen Begräbnis beigesetzt.

## Werkbetrachtung
Finsen war nicht der erste Mediziner, der sich mit der Anwendung natürlicher und künstlicher UV-Strahlung bei Lupus vulgaris beschäftigte. Licht bereits von Hippokrates zur Therapie erwähnt, moderne Behandlungen kamen jedoch erst zum Ende des 19. Jahrhunderts auf. So gab es bereits 1888 Arbeiten des Frankfurter Dermatologen Josef Schütz für eine Behandlung des Lupus vulgaris mit natürlichem Sonnenlicht im Hochgebirge und der Leipziger Chirurg Robert Hermann Tillmanns 1896 wies in seinem Lehrbuch einer Behandlung des Lupus vulgaris mit durch ein Brennglas fokussierten Sonnenstrahlen hin, die von Henry Thayer durchgeführt wurde. Auch der Berliner Schriftsteller Maximilian Mehl wendete diese Brennglastherapie im Selbstversuch an und setzte sie später auch bei anderen Erkrankten ein, seine Ergebnisse beschrieb er zuerst in Tageszeitungen sowie 1896 als Buch unter dem Titel „Meine Sonnen-Therapie“. Er behandelte neben Lupus vulgaris auch Bartflechte, Blutschwämmchen, Muttermale, syphilitische Hauterkrankungen, Hautkrebs, Warzen, Hühneraugen, Lupus erythematodes und andere Hautkrankheiten mit dem Brennglas mit unterschiedlichem Erfolg.
Finsen griff die Idee der Lichttherapie zur Behandlung der Hauttuberkulose auf, die entsprechend der Darstellung von Hans-Dieter Göring „zu Ausgang des 19. Jahrhunderts die quasi in der Luft lag“, auf, und führte den „Elementargedanken der Lichttherapie“ systematisch weiter, sodass sie sich als Behandlungsprinzip weltweit in der Praxis durchgesetzt hat und ihn zum „Begründer der modernen Lichttherapie“ machte. Er demonstrierte in seinen Arbeiten mit einfachen Experimenten, dass die Anteile der Sonnenstrahlung mit der höchsten Energie (er nannte sie „Chemische Strahlen“) eine stimulierende Wirkung auf Gewebe haben können. Er entdeckte auch die schädigende Wirkung zu starker Sonnenstrahlung und den Zusammenhang mit der starken Pigmentierung dunkelhäutiger Menschen. Er vertrat die Ansicht, dass die Schädigung der Haut durch starke Lichtstrahlung durch einfache Schutzmaßnahmen verhindert werden kann.
Auf der anderen Seite fand Finsen heraus, dass Lichtstrahlen ohne Hitzestrahlung einen positiven Effekt haben können. Diese Entdeckung führte ihn zu der Behandlung der Hauttuberkulose (Lupus vulgaris) und anderer Hauterkrankungen mit Sonnenbädern. Allerdings stellte er fest, dass die Strahlung in Nordeuropa nicht ausreichend ist, Untersuchungen in den Alpen mit hoher Strahlung durch seine Kollegen O. Bernhard und Auguste Rollier waren jedoch sehr erfolgreich. Gerade für die Hauttuberkulose konnte Finsen eine sehr effektive Lichttherapie entwickeln. Diese basierte vor allem auf der Stimulation des Gewebes an den intensiv beleuchteten Stellen. Er verwandte eine Kohlebogenlampe (Finsenlicht, Finsenlampe; bei Ganzkörperbestrahlung Finsenbad) bei der durch Bergkristallinsen mit guter Durchlässigkeit für Ultraviolettstrahlung das Bogenlicht konzentriert wurde. In seinem Finsen-Institut sowie in vielen weiteren ähnliche Instituten, die später in verschiedenen Ländern aufgebaut wurden, konnte man so die Anzahl der Lupus-Erkrankungen deutlich mindern. Bis zur Entdeckung der Tuberkulostatika wie das Streptomycin 1943 durch Selman Abraham Waksman, Albert Schatz und Elizabeth Bugie und das Isoniazid 1951 durch Gerhard Domagk stellte die Finsen-Bestrahlung die einzig wirksame Therapie des Lupus vulgaris dar.
Für die Optimierung seiner Therapie beschäftigte sich Finsen mit seinem Team auch mit der technischen Verbesserung
der Kohlebogenlampen, indem die ursprünglich ausschließlich aus Graphit bestehenden Elektroden der Finsen-Lampe durch einen mit Graphit ummantelten Kern aus Eisen- und Nickelsalzen ersetzte. Diese erstmals 1901 eingesetzten Lampen mussten allerdings durchgehend gekühlt werden, sodass später die 1892 von Leo Arons zur Straßenbeleuchtung entwickelten Quecksilberdampflampen genutzt wurden.

## Auszeichnungen und Gedenken
- 1899: Ritter des Dannebrogordens
- Silbernes Kreuz

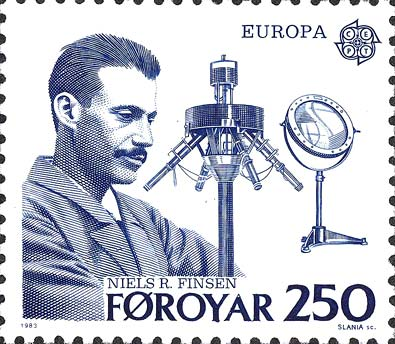
Finsen auf einer faröischen Briefmarke

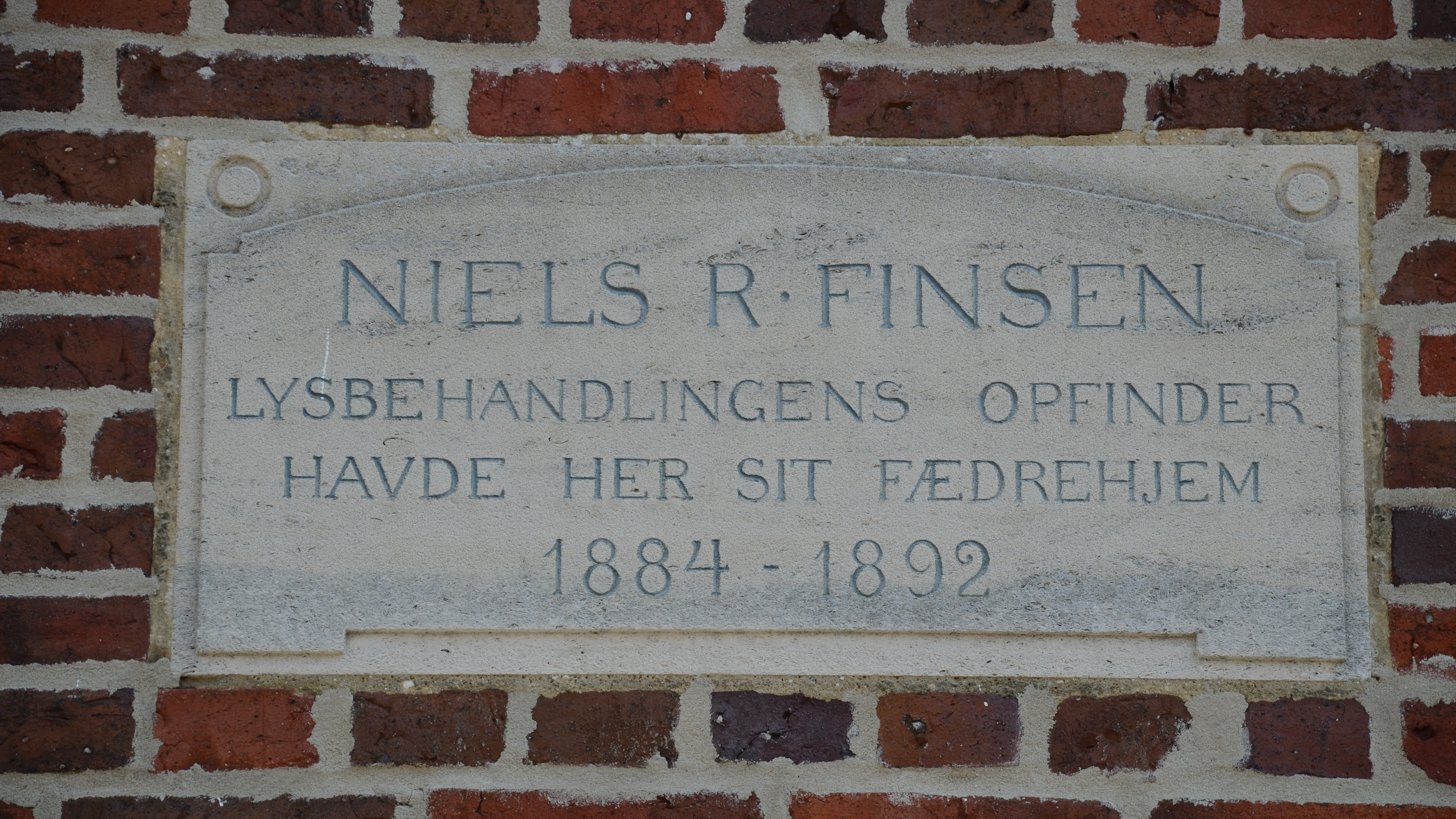
Gedenktafel in Ribe

- 1903 Nobelpreis für Physiologie oder Medizin

Heute erinnert ein Gedenkstein vor dem Gebäude der Reichsombudsschaft auf den Färöern an Finsen. Dort trägt auch die wichtigste Geschäftsstraße im Stadtzentrum den Namen Niels Finsens Gøta, die kurz nach seinem Tode entsprechend umbenannt wurde. Neben dem Rigshospitalet in Kopenhagen, an der Ecke Blegdamsvej und Nørre Allé, wurde 1909 ein von Rudolph Tegner entworfenes Denkmal aufgestellt. Es zeigt einen stehenden nackten Mann, flankiert von zwei knienden nackten Frauen, die sich in den Himmel recken, und einer dritten hinter seinem Rücken. Die Skulptur trägt den Titel Mod lyset („Dem Licht entgegen“) und symbolisiert Finsens wichtigste wissenschaftliche Theorie, dass das Sonnenlicht heilende Wirkung haben kann. In Ribe gibt es eine Gedenktafel, die an Finsen erinnert. Sie befindet sich am Haus, in dem sein Vater gelebt hatte, in der Puggårdsgade 7.
Das Finsenlabor am Universitätsklinikum Kopenhagen ist nach ihm benannt. Der Finsensvej in Frederiksberg ist ebenfalls nach ihm benannt, ebenso wie das Finsenkraftwerk, das sich an seiner Nordseite befand. 1979 wurde zudem der Finsen-Krater auf der Rückseite des Mondes nach Niels Ryberg Finsen benannt. Im Vorwort der Biografie Finsens von Aker Aggebo aus dem Jahr 1947 ehrte Auguste Rollier den Arzt und Wissenschaftler als einen der ersten, die sich „Rechenschaft gegeben [haben] vom Wert der biologischen Wirkung der Sonnenstrahlen auf die Lebewesen, den menschlichen Organismus insbesondere, und seine Versuche, diese Strahlung bei der Behandlung von Lupuskranken anzuwenden, gehörten zu den ersten praktischen Verwirklichungen der Heliotherapie.“ Er beschrieb zudem Finsen als einen „Mann von selten guter Art und Gediegenheit, der alle Hindernisse überwand und aller Mühsal trotzte, wie die Felsen am Meeresgestade, welche weder vom Sturm noch von den Wellen erschüttert werden“ und schrieb weiter, dass er als „wackerer Kämpfer nach Vollbringung eines übermenschlichen Wirken[s] so früh schon abberufen wurde.“

## Veröffentlichungen (Auswahl)
- Om Lysets Indvirkningar paa huden, Hospitalstidende 36, 1893, S. 721–728.
- Om de kemiske straalers skadelige virkning paa den dyriske organisme, Hospitaltidende 36, 1893, S. 1069–1083.
- Endnu et par ord om koppebehandling, Hospitaltidende 36, 1893, S. 1269–1273.
- Les rayons chimiques et la variole, La semaine médicale, 1894, S. 483–488.
- The Red Light Treatment of Smallpox, British Medical Journal, 1895, S. 1412–1414.
- Om anvendelse i medicinen af koncentrerede kemiske lystraaler, Kopenhagen, 1896.
- Über die Anwendung von conzentrierten chemischen Lichtstrahlen in der Medizin, Leipzig 1899.[12]
- La photothérapie, Paris, 1899.
- Bemerkungen betreffend die Lampe „Dermo“, in: Deutsche Medizinische Wochenschrift 28, 2, Georg Thieme Verlag Stuttgart 1902, S. 35–36. doi:10.1055/s-0029-1203363
- Om bekaempelse of Lupus vulgaris med en rede gørelse for de i Denmark opennaaede resultaten Kopenhagen, 1902.
- Die Bekämpfung des Lupus vulgaris, Jena, 1903.
- La lutte contre le Lupus vulgaire, Paris, 1903.
- En Ophobning af Salt i Organismen, Kopenhagen, 1904.

## Belege
1. 1 2 3 4 5 6 7 8 9 10 11 12  Andrzej Grzybowski, Krzysztof Pietrzak: From patient to discoverer—Niels Ryberg Finsen (1860–1904) — the founder of phototherapy in dermatology, Clinics in Dermatology 30 (4), 2012; S. 451-455, Volltext
2. 1 2 3 4 5  Bernhard Kupfer: Finsen, Nils Ryberg. In: Lexikon der Nobelpreisträger Patmos Verlag, Düsseldorf 2001, ISBN 3-491-72451-1; S. 219.
3. 1 2 3 4 5 6 7 8 9 10 11 12  Hans-Dieter Göring: Zum 100. Todestag von Niels Ryberg Finsen. Hautarzt 55, 2004, S. 753–756, doi:10.1007/s00105-004-0745-0
4. ↑  Niels Ryberg Finsen: Om Lysets Indvirkningar paa huden. Hospitalstidende 36, 1893, S. 721–728.
5. ↑  Christian Andree: Finsen, Niels Ryberg. In: Werner E. Gerabek, Bernhard D. Haage, Gundolf Keil, Wolfgang Wegner (Hrsg.): Enzyklopädie Medizingeschichte. De Gruyter, Berlin / New York 2005, ISBN 3-11-015714-4, S. 401.
6. ↑  Niels Ryberg Finsen Nominations auf der offiziellen Website des Nobelpreises, abgerufen am 6. Juni 2025.
7. ↑  Niels Ryberg Finsen Banquet speech auf der offiziellen Website des Nobelpreises, abgerufen am 6. Juni 2025.
8. ↑  Josef Schütz: Zur Therapie des Lupus. Münchner Medizinische Wochenschrift 35, S. 761–763 und S. 781–783.<-- nicht eingesehen -->
9. ↑  Robert Hermann Tillmans: Lehrbuch der speziellen Chirurgie, 2. Aufl. Veit, Leipzig 1896.
10. ↑  Maximilian Mehl: Meine Sonnen-Therapie. Schneider und Hofmeister, Berlin & Leipzig 1896
11. ↑  Andreas Lentner: Geschichte der Lichttherapie: von der Heliotherapie der Antike zur modernen ultravioletten Phototherapie. Dissertation an der Universität Düsseldorf, 1990
12. 1 2  Wolfgang U. Eckart: Niels Ryberg Finsen. In: Wolfgang U. Eckart, Christoph Gradmann (Hrsg.): Ärztelexikon. Von der Antike bis zum 20. Jahrhundert. C. H. Beck, München 1995, S. 133; 2. Auflage, als Ärztelexikon. Von der Antike bis zur Gegenwart ebenda 2001, S. 112; 3. Auflage Springer Verlag, Heidelberg / Berlin / New York 2006, S. 118. Ärztelexikon 2006, doi:10.1007/978-3-540-29585-3.
13. ↑  Mod Lyset. (deutsch: Zurück zum Licht). In: Kopenhagen Kommune. Abgerufen am 17. September 2013 (dänisch).
14. ↑  Finsen im Gazetteer of Planetary Nomenclature der IAU (WGPSN) / USGS
15. ↑  Auguste Rollier: Vorwort. In: Aker Aggebo: Niels Finsen. Die Lebensgeschichte eines großen Arztes und Forschers. Rascher Verlag Zürich, 1947, S. 7−12.